# Мошкарёв, Олег Геннадьевич
Олег Геннадьевич Мошкарёв — российский юрист и управленец, один из руководителей «Партии Роста».

## Биография
- Родился 28 декабря 1966 года, в городе Мукачево, Закарпатской области, в семье военнослужащего.
- В 1985—1987 гг. проходил службу в рядах Вооруженных сил Советской Армии.
- В 1994 году окончил судебно-прокурорский факультет Уральской Государственной юридической Академии.
- Стажировался в зарубежных компаниях Великобритании, Франции, Австрии и Германии.
- С 1994 по 2000 год занимал руководящие должности в финансовых учреждениях г. Екатеринбурга.
- В 2000 году назначен на должность Председателя исполнительного комитета регионального отделения ОПОО «СПС» по Свердловской области, являлся помощником депутата Государственной Думы, Председателя Комитета по законодательству Крашенинникова П. В.
- В 2001—2002 гг. работал в Правительстве Свердловской области, в Министерстве по управлению государственным имуществом.
- С 2002 по 2005 год совмещал работу в ООО «УГМК-Холдинг» с общественной деятельностью. В этот период возглавлял региональное отделение общероссийской политической партии, работал в должности заместителя руководителя медиа-холдинга.
- В 2005 году, с момента основания компании, назначен на должность начальника Департамента по работе с органами власти, общественными организациями и СМИ ОАО «МРСК Урала и Волги» (с августа 2007 года ОАО «МРСК Урала»).
- В 2007 году окончил ИППК Уральского Государственного Университета им. А. М. Горького по специальности «Связи с общественностью».
- 4 мая 2008 года назначен на должность Директора по работе с органами власти, общественными организациями и СМИ ОАО «МРСК Урала». Департамент, под руководством Олега Мошкарёва, многократно отмечен отраслевыми наградами РАО «ЕЭС России» и дипломами профессионального сообщества.

- В 2010 году - руководитель Аппарата "Ассоциации Юристов России", советник Председателя Правления "Ассоциации Юристов России".
- С 2011 по 2012 год - заместитель генерального директора ООО "Корпорация СТС" по работе с органами власти, общественными организациями и СМИ.
- В 2016 году прошел профессиональную переподготовку в Уральском федеральном университете имени первого Президента России Б.Н. Ельцина по программе "Государственное и муниципальное управление".
- С марта 2022 года - исполнительный вице-президент Свердловского областного Союза промышленников и предпринимателей (СОСПП).

Общественная деятельность:
- Общественный представитель АНО "Агентство стратегических инициатив" по Свердловской области. Направление "Новый бизнес".
- Член Комитета по законодательству Свердловского областного союза промышленников и предпринимателей (СОСПП).
- Член Общественного совета при Министерстве энергетики и ЖКХ Свердловской области.
- Член Экспертной группы и Общественного совета при Региональной энергетической комиссии Свердловской области.
- Член Межотраслевого совета потребителей при Губернаторе Свердловской области по вопросам деятельности субъектов естественных монополий.
- Член Федерального политического совета, Председатель Свердловского регионального отделения Всероссийской политической партии «Правое дело».